# Ottis Toole
Ottis Elwood Toole (5 de marzo de 1947 - 15 de septiembre de 1996), a veces mal escrito como “Otis”, fue un asesino en serie estadounidense. Aunque admitió los cargos de asesinato, violación, y canibalismo, y fue el principal sospechoso en varios asesinatos sin resolver, él se retractó y reiteró en varias confesiones. 
En un principio fue hallado culpable de dos asesinatos, siendo condenado a pena de muerte, pena que fue más tarde conmutada a cadena perpetua. En 1991 fue hallado culpable de 4 homicidios más.

## Juventud
Toole era un nativo de Jacksonville, Florida. Su padre abandonó su familia cuando Toole era joven, y él afirmaría años después que su madre era una fanática religiosa, y que su hermana lo vestía con ropas femeninas. Toole también afirmó que su abuela practicaba el satanismo, además y que lo expuso a varias prácticas y rituales en su juventud. Escapó repetidamente de su casa, y también se le imputa haber iniciado incendios en casas abandonadas desde temprana edad.
Toole confesó haber cometido su primer asesinato a la edad de 14 años, ocasión en que después de recibir una propuesta sexual por parte de un vendedor viajero, lo arrolló con su propio automóvil. Toole fue detenido como adulto por primera vez en 1964, bajo el cargo de vagancia por sospecha. 

## Asesinatos reputados
Aproximadamente en 1978, Toole conoció a Henry Lee Lucas en Florida. Con posterioridad, ambos afirmarían haber cometido centenares de asesinatos, algunas veces bajo las órdenes de un culto secreto llamado “La Mano de la Muerte”. Lucas se retractaría en sus confesiones, afirmando que sólo las hizo con la finalidad de mejorar sus condiciones dentro de la cárcel. Aunque algunas autoridades han afirmado que existen dudas significativas acerca de la culpabilidad de Lucas, Toole todavía se ve generalmente como un asesino en serie. 
El 21 de octubre de 1983, Toole confesó el asesinato de Adam Walsh. Afirmó haberlo secuestrado, violado, y matado, y que entonces destrozó su cuerpo y lo arrojó a los caimanes, en un pantano cercano. Sin embargo, semanas después que Toole hizo tal confesión, la policía que investigaba el caso anunció que ya no lo consideraban como sospechoso. John Walsh, el padre de Adam, ha afirmado reiteradamente que él cree que Toole es el culpable.

## Encarcelamiento y muerte
En abril de 1984, Toole fue declarado culpable y sentenciado a muerte por el incendio intencional provocado en 1982 en el que murió George Sonnenberg, de 64 años de edad, en Jacksonville, Florida. Posteriormente, a Toole se le juzgó culpable del asesinato en 1983 de Ada Johnson, residente de Tallahassee, Florida, de 19 años de edad, para lo cual recibió una segunda pena de muerte; en la apelación, sin embargo, se conmutaron ambas penas a prisión perpetua. Mientras cumplía su sentencia, Toole se alojó brevemente al lado de Ted Bundy en la Prisión de Raiford de Florida.
Toole fue hallado culpable de cuatro asesinatos más en 1991 y recibió correlativamente cuatro prisiones perpetuas.
Toole murió en septiembre de 1996 en prisión debido a una cirrosis hepática. En el momento de su muerte, estaba escribiendo un libreto para la televisión sobre un especial para niños que esperaba vender a alguna red televisiva. Se titulaba “Navidad con Ottis Toole”.

## Park Journee Estep
En 1974, Park Journee Estep se declaró culpable del asesinato de una asistente de un salón de masajes en Colorado Springs, Colorado. La mujer, Sun Ok Cousin, fue atacada junto con una compañera de labores, Yon Lee. Aunque a ambas mujeres les prendió fuego, esta última sobreviviría de ser apuñalada y acuchillada en la garganta. En su testimonio, Lee describió a su atacante como bien afeitado, de una altura de 6' 2", 195 libras, y que manejaba una camioneta blanca. 
Estep afirmó su inocencia y quedó en libertad provisional. En el momento del asesinato, él llevaba bigote, medía 5' 10", pesaba 150 libras, y manejaba una camioneta roja. 
En 1984 los investigadores de la defensa se apoyaron en la confesión que haría Toole del asesinato para poder defender a Estep. Sin embargo, la madre de Toole declaró que los neumáticos de la camioneta habían sido acuchillados por vándalos el día del asesinato de Cousin, y que su hijo estaba allí como testigo cuando la policía contestó la llamada. Confrontado con el informe, Toole retractó su confesión. 
La descripción que hizo Toole de las circunstancias que rodean el crimen apoyó su historia. La confesión dio origen a una agitada actividad por parte de la defensa y los fiscales acusadores, los que se involucraron en el juicio original, incluyendo entrevistas con Toole y Lucas.
El 23 de enero de 1985, un documental titulado “Park Estep: A Reasonable Doubt” (“Park Estep: una duda razonable”) fue emitido por KKTV en Colorado Springs, discutiendo los recientes cambios de evidencia.

## En la cultura popular
Un personaje basado en Toole fue utilizado por Tom Towles en “Henry: el retrato de un asesino de serie”.